# Benfisk
 Ikke at forveksle med  Egentlige benfisk.
Benfisk (latin: Osteichthyes) er en klasse af benede fisk, der indeholder to underklasser – Actinopterygii (strålefinnede fisk) og Sarcopterygii (kvastfinnede fisk og lungefisk).
I nogle klassifikationer ser man benfisk som en overklasse, og både strålefinnede og kvastfinnede som klasser.
Der er ca. 29.000 arter indenfor benfisk.
Betegnelsen benfisk bruges også nogle gange om de egentlige benfisk, som er en undergruppe til strålefinnede fisk.